# Denuelha de las Prunhas
Denueha de las Minas (en francès Deneuille-les-Mines) és un municipi francès, situat al departament de l'Alier i a la regió d'Alvèrnia-Roine-Alps. L'any 2007 tenia 341 habitants.

## Demografia

### Població
El 2007 la població de fet de Deneuille-les-Mines era de 341 persones. Hi havia 148 famílies de les quals 32 eren unipersonals (12 homes vivint sols i 20 dones vivint soles), 64 parelles sense fills, 44 parelles amb fills i 8 famílies monoparentals amb fills.
La població ha evolucionat segons el següent gràfic:
Habitants censats

### Habitatges
El 2007 hi havia 209 habitatges, 148 eren l'habitatge principal de la família, 26 eren segones residències i 35 estaven desocupats. 207 eren cases i 2 eren apartaments. Dels 148 habitatges principals, 120 estaven ocupats pels seus propietaris, 24 estaven llogats i ocupats pels llogaters i 4 estaven cedits a títol gratuït; 4 tenien dues cambres, 27 en tenien tres, 37 en tenien quatre i 79 en tenien cinc o més. 114 habitatges disposaven pel capbaix d'una plaça de pàrquing. A 67 habitatges hi havia un automòbil i a 74 n'hi havia dos o més.

### Piràmide de població
La piràmide de població per edats i sexe el 2009 era:
| Homes | Edats   | Dones |
| ----- | ------- | ----- |
| 0     | 95 o +  | 0     |
| 0     | 90 a 94 | 0     |
| 0     | 85 a 89 | 8     |
| 0     | 80 a 84 | 4     |
| 8     | 75 a 79 | 8     |
| 12    | 70 a 74 | 8     |
| 16    | 65 a 69 | 16    |
| 12    | 60 a 64 | 12    |
| 4     | 55 a 59 | 0     |
| 12    | 50 a 54 | 4     |
| 16    | 45 a 49 | 12    |
| 20    | 40 a 44 | 20    |
| 0     | 35 a 39 | 8     |
| 16    | 30 a 34 | 12    |
| 8     | 25 a 29 | 8     |
| 12    | 20 a 24 | 8     |
| 12    | 15 a 19 | 16    |
| 8     | 10 a 14 | 8     |
| 12    | 5 a 9   | 8     |
| 12    | 0 a 4   | 8     |

## Economia
El 2007 la població en edat de treballar era de 208 persones, 155 eren actives i 53 eren inactives. De les 155 persones actives 140 estaven ocupades (69 homes i 71 dones) i 15 estaven aturades (8 homes i 7 dones). De les 53 persones inactives 34 estaven jubilades, 3 estaven estudiant i 16 estaven classificades com a «altres inactius».

### Ingressos
El 2009 a Deneuille-les-Mines hi havia 149 unitats fiscals que integraven 344,5 persones, la mediana anual d'ingressos fiscals per persona era de 17.615 €.

### Activitats econòmiques
Dels 6 establiments que hi havia el 2007, 1 era d'una empresa de fabricació d'altres productes industrials, 2 d'empreses de construcció, 2 d'empreses de comerç i reparació d'automòbils i 1 d'una empresa classificada com a «altres activitats de serveis».
Dels 2 establiments de servei als particulars que hi havia el 2009, 1 era una fusteria i 1 lampisteria.
L'any 2000 a Deneuille-les-Mines hi havia 16 explotacions agrícoles que ocupaven un total de 1.900 hectàrees.

## Poblacions més properes
El següent diagrama mostra les poblacions més properes.